# Свирж (приток Вити)
Свирж (укр. Свірж) — левый приток Вити, протекающий по Шосткинском району (Сумская область, Украина). 

## География
Длина — 9,5 км. 
Русло извилистое. У истоков пересыхает. 
Река берёт начало севернее села Свирж (Шосткинский район). Река течёт на юго-запад, в приустьевой части делает поворот и течёт на юго-восток. У истоков служит административной границей Сумской и Черниговской областей. Впадает в залив реки Вить в селе Погребки (Шосткинский район).
Пойма занята заболоченными участками с лугами и лесами, которые чередуются на протяжении всей длины. 
Притоки: левый безымянный.
Населённые пункты на реке:
- Свирж
- Погребки[2]